# Маккензи, Дэн (геофизик)
Дэн Маккензи (англ. Dan Peter McKenzie; род. 21 февраля 1942, Челтнем, Великобритания) — английский учёный-геофизик. Труды посвящены тектонике плит и конвекции мантии. Лауреат многих престижных премий.
Член Лондонского королевского общества (1976), иностранный член Национальной академии наук США (1988).

## Карьера
Учился в Королевском колледже Кембриджского университета. В 1967 году получил степень доктора философии. Ранние работы посвящены тектонике плит . За работы по геологической истории Индийского океана был выбран в члены Лондонского королевского общества. Затем переключился на исследование конвекции мантии и бассейнов полезных ископаемых. Последние работы посвящены тектонической эволюции Венеры и Марса.

## Награды
В число наград входят:
- 1981 — Премия Бальцана
- 1983 — Медаль Волластона
- 1989 — Медаль Артура Л. Дэя
- 1990 — Премия Японии
- 1991 — Королевская медаль
- 1992 — Золотая медаль Королевского астрономического общества
- 2001 — Медаль Уильяма Боуи[англ.]
- 2002 — Премия Крафорда
- 2003 — Орден Кавалеров Почёта
- 2011 — Медаль Копли[6]
- 2014 — Силлимановская лекция